# OTOMAT
L'Otomat è un missile a lungo raggio antinave, paritetico Italia-Francia, inizialmente sviluppato dal consorzio Oto Melara-Matra (da cui il nome Otomat) successivamente confluito nel gruppo MBDA, società partecipata di Leonardo. Il missile è stato largamente impiegato dalla Marina Militare Italiana.
La caratteristica principale del missile è una testata da 210 kg, per un peso totale di circa 800 kg. Si tratta di un missile molto potente, ma non adatto per aerei o sottomarini.

## Sviluppo
Il missile cominciò ad essere progettato attorno al 1967, e ben presto, per quest'arma nacque un accordo internazionale tra OTO-Melara e Matra, che diede al missile il nome definitivo: OTOMAT, in quanto si trattava di una collaborazione paritetica. Il missile venne sperimentato tra il 1971 e il 1972, con il primo lancio di un missile completo già il 28 febbraio. Lo sviluppo, iniziato ufficialmente nel 1969 terminò nel 1974. A quel punto il missile era pronto per la produzione in serie e i primi missili, designati OTOMAT Mk 1 vennero messi in servizio nel 1976. Per metterli in servizio con una classe di navi adatta la MMI dovette attendere almeno un altro anno, con l'arrivo delle Lupo. L'evoluzione non si era però arrestata in quanto venne ben presto sviluppato un missile più moderno, dato il grande sviluppo della microelettronica in quegli anni, con il passaggio allo stato solido dei circuiti.
Il tipo Mk I era un missile con ridotte capacità, ma costituiva una valida base per ulteriori perfezionamenti. La gittata era di 60 km e non poteva essere controllato dopo il lancio, pertanto le sue capacità di ingaggio oltre l'orizzonte non potevano essere aiutate da update con operatori esterni. Nondimeno, offriva una gittata maggiore dell'Exocet e una testata da 210 kg. Ma l'Exocet, pur non essendo meno pesante era più compatto e soprattutto, interamente francese, così divenne il sistema per la Marine Nationale, mentre il binazionale franco-italiano OTOMAT venne prodotto in entrambi i Paesi per la MM e l'export. Che l'OTOMAT fosse capace di superare, principalmente per il tipo di motore, l'Exocet sarebbe ben presto stato dimostrato con il successivo sviluppo.
La nuova arma, la Mk 2 venne sviluppata a partire dal 1973 e il primo lancio venne eseguito nel 1974. Lo sviluppo arrivò al compimento nel 1976, in linea con l'entrata in servizio del modello 1, ma il primo lancio oltre l'orizzonte, probabilmente dal poligono sardo di Salto di Quirra, avvenne solo nel 1978. Ben presto anche quest'arma arrivò in servizio con la MM, ma inizialmente non fu offerta all'export.
Tecnicamente, il missile si presentava come un'arma di grosse dimensioni, non tanto per la lunghezza, ma per la larghezza dovuta ad una fusoliera larga 40 cm dotata di due impulsori a razzo laterali ROXEL e un turbogetto TR-281 ARBIZON III, 400 kg/s che offre una spinta circa il 50% maggiore che nel caso del similare Harpoon. La testata, 210 kg è appena davanti alla sezione motore che comprende un totale di 90 litri, sufficienti per almeno 10 minuti di autonomia. La testa di ricerca è ancora avanti e comprende un radar di ricerca autonomo, ospitato dietro un muso in materiale dielettrico. In definitiva, lo schema della fusoliera, realizzata in lega leggera di alluminio verte quindi, da prua a poppa, nelle sezioni: guida, elettronica, testata, carburante, motore. Le superfici di controllo sono quattro grosse ali stabilizzatrici al centro fusoliera e quattro alette mobili alla sua estremità posteriore.

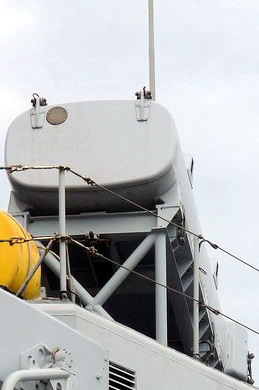
contenitore lanciatore del missile Teseo/OTOMAT della fregata Scirocco

La sequenza di lancio e funzionamento è eseguita nel seguente modo: acquisiti dai sensori della nave i dati relativi al bersaglio, questi vengono comunicati al missile tramite il sistema di controllo del lancio,  il contenitore lanciatore in vetroresina, di forma caratteristica e piuttosto grande e squadrata, pesante circa 1700 kg, apre la propria sezione frontale e viene lanciato il missile che non richiede alla nave di cambiare rotta: è infatti capace di cambiare rotta esso stesso per un massimo di almeno 200 gradi. Lasciata la nave sotto la spinta dei due ROXEL, capaci di 6 t di spinta per circa 5 secondi, il missile accelera a circa 1000–1100 km/h con il turbogetto seguendo la rotta programmata secondo i dati precedentemente ricevuti mentre il radar altimetro di bordo controlla la quota portandola da 200 a 20 metri (non è chiaro quando la transizione ha luogo). Giunto a circa metà gittata, sempre che sia previsto, viene aggiornato da un elicottero con il data-link, dopodiché, in avvicinamento all'obiettivo, aziona il radar e colpisce a volo radente, con una testata che contiene 65 kg di ECTOTAL e un involucro semiperforante che, grazie alla velocità di circa 1100 km/h raggiungibile con il missile progressivamente alleggerito dal carico di carburante, sfonda fino a 90 mm di acciaio e tende a deviare l'esplosione verso il basso, colpendo quindi la nave anche sotto la linea di galleggiamento e rendendo ulteriormente pericoloso questo missile perché non si limita a mettere fuori uso la nave ma, con il carburante in eccesso, spesso la incendia e comunque tende a danneggiarne anche la carena. La testata può causare uno squarcio anche di 6 metri di larghezza.
La guida a mezza corsa è un plus del missile, con la possibilità di attaccare bersagli navali oltre l'orizzonte. In genere la gittata massima per missili capaci di eseguire lanci sull'orizzonte è di circa 40 km, come nel caso dell'MM.40 Exocet. La gittata con lanci oltre l'orizzonte che si può sviluppare praticamente arriva sui 100 km con i missili Harpoon ma, per distanze superiori, vi è la necessità o di costosi missili supersonici, oppure di missili con un sistema di aggiornamento-datalink. L'operazione di correzione di mezza corsa è però delicata. L'elicottero AB212 ASW dotato di apposito datalink TG-2, deve scoprire la nave e aspettare poi il missile che deve passargli sotto per ricevere i segnali. Questo, ovviamente, con distanze pratiche di scoperta dell'ordine dei 40–50 km se l'elicottero vola a bassa quota, può essere molto pericoloso se il nemico ha velivoli da intercettazione o anche altri elicotteri, poiché un Lynx o un Dauphin è assai più veloce e maneggevole di un AB-212ASW e lo spostamento dell'elicottero, anche solo di alcune centinaia di metri, può portare al mancato aggancio. Inoltre può essere ingaggiato un solo bersaglio per volta, anche se con più missili.

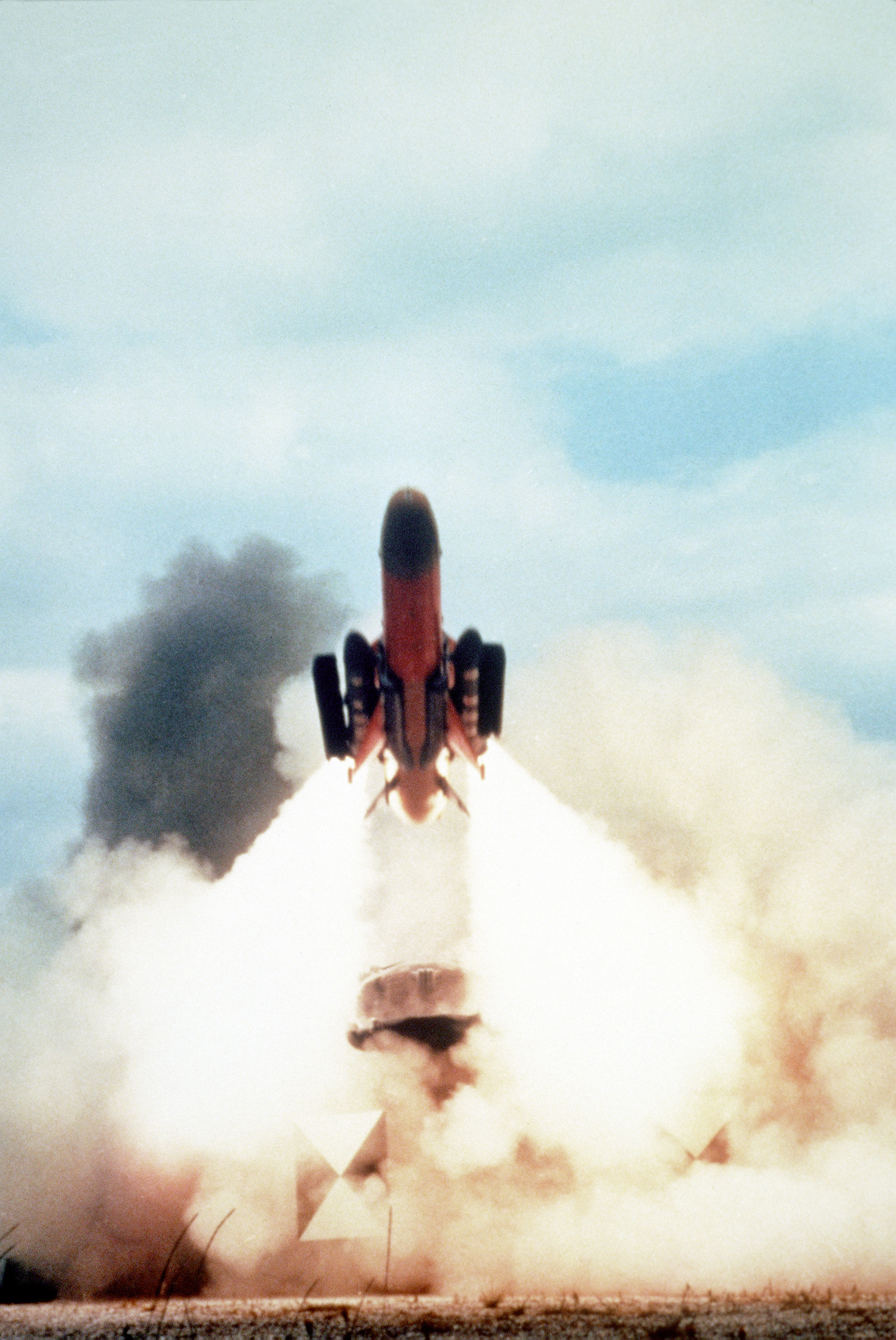
Missile OTOMAT lanciato da una corvetta libica Al Assad

Un sistema di questo tipo, il TESEO, è installato sulle navi italiane. Per le navi Saudite vi è invece l'ERATO. Qui è la nave che riceve i dati e li ritrasmette ai missili, cosicché il rendez-vous con l'elicottero non è più necessario. Ma i missili devono sollevarsi fino a 900 m di quota per ricevere i dati, compromettendo teoricamente la furtività della manovra d'attacco. Tuttavia, gli elicotteri che restano in vicinanza di una nave per minuti non sono meno evidenti e la traccia radar di un missile è tale che difficilmente possa essere avvistato da oltre 50 km. Il sistema ERATO può controllare fino a 16 missili su 10 bersagli, il che consente di controllare simultaneamente tutti i missili di due navi attaccando navi di una intera formazione.
Il turbogetto francese è la chiave di questo missile, in termini di forza: consente la realizzazione di una gittata molto maggiore di quanto possibile con un motore a razzo di analoga massa, anche se costa di più ed è più complesso.
L'OTOMAT non è stato sviluppato per lanci da sottomarini e aerei, ma per navi e batterie costiere.
Gli sviluppi sono stati parecchi: le alette ripiegabili hanno consentito di raddoppiare il numero di missili da uno a due per ciascuna rampa, mantenendo però il limite dei pesi in alto per le navi. Così, se il Vittorio Veneto aveva 4 missili, il Garibaldi ne aveva 8 (poi rimossi). Anche le Maestrale possono imbarcare le stesse armi delle Lupo, cosa talvolta fatta parzialmente con due lanciatori singoli e due binati sovrapposti, questi ultimi dalla caratteristica sezione di forma ovale. Infatti i missili OTOMAT, anche con alette ripiegabili, hanno ancora i razzi laterali e quindi non possono essere ospitati in tubi di lancio perfettamente circolari di ridotto ingombro frontale come nel caso degli Harpoon. Questi, infatti, hanno un unico booster posteriore che negli OTOMAT non potrebbe essere usato se non allungando parecchio la struttura complessiva dell'arma.

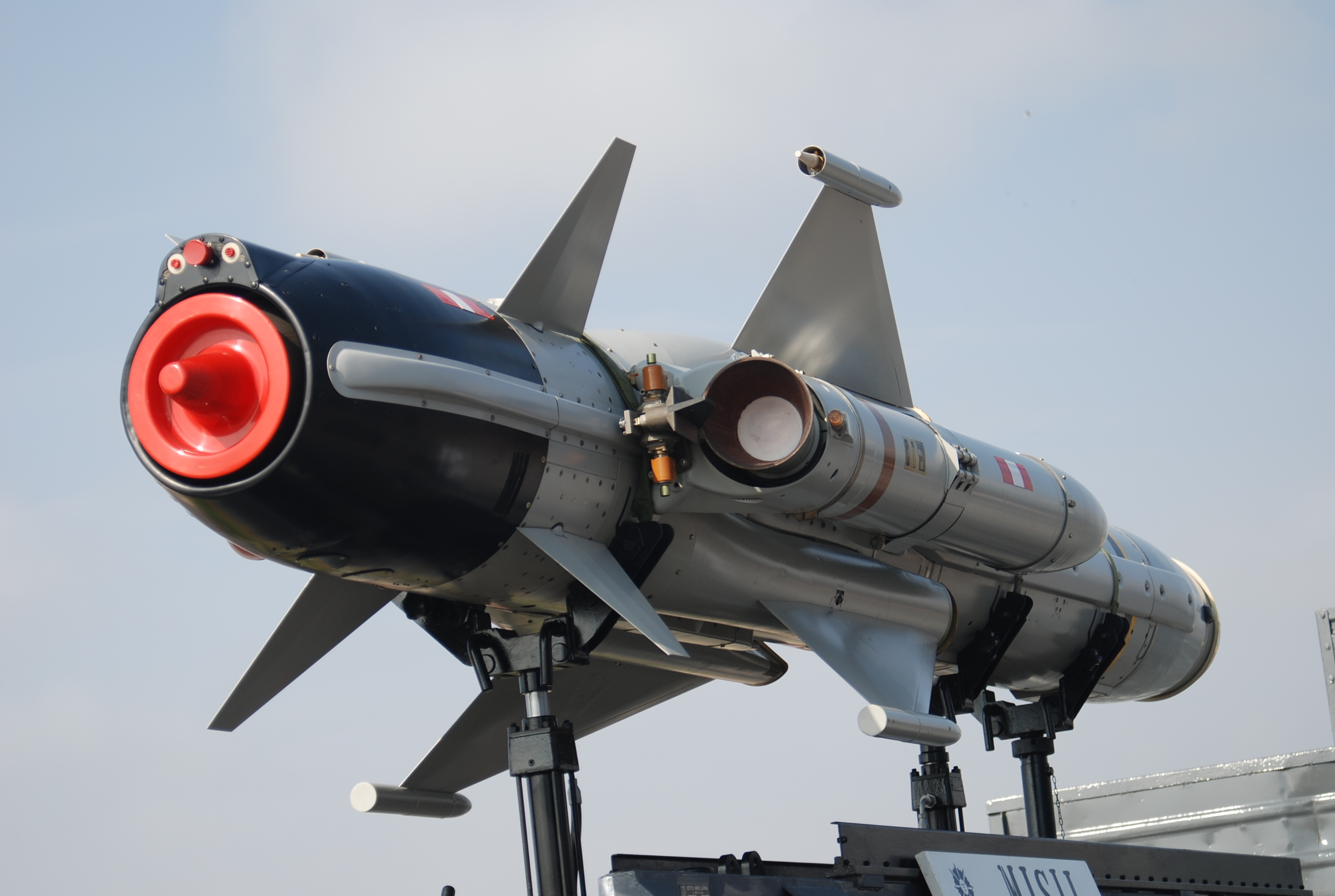
Missile Otomat MKII della Marina Peruviana

Altre modifiche sono state studiate durante gli anni ottanta: l'OTOMACH venne pensato come missile supersonico, ma venne abbandonato perché costoso e perché la migliore misura per minimizzare la vulnerabilità dell'arma e massimizzare le possibilità di colpire il bersaglio fu ritenuta quella di rendere l'arma maggiormente stealth. L'ULISSE venne pensato come aggiornamento in tale senso e suscitò l'interesse della US Navy che però finì per comprare le ultime versioni dell'Harpoon. L'ULISSE era aggiornato nella componente elettronica, costruito con tecnologia stealth e con un ottimo sensore IR, realmente provato su missili normali, che consentiva il riconoscimento di bersagli anche costieri, ma il ritiro della US Navy portò alla fine del programma.
In termini di guida, i missili italiani, dotati di testata di guida prodotta dalla SMA di Firenze, hanno una traiettoria d'attacco radente mentre i missili francesi hanno una traiettoria d'attacco con picchiata finale da 175 metri di quota per confondere le difese aeree. Per quanto causa di problemi, sia per la riflessione dalla superficie del mare che per complesse manovre sui tre assi, questo sistema consente di ingannare abbastanza agevolmente le difese aeree. Un sistema simile venne inizialmente applicato anche agli Harpoon che, però, hanno poi utilizzato una traiettoria interamente a volo radente che consente maggiore semplicità e la possibilità teorica di riattaccare in caso le ECM ingannassero il missile: in effetti vi sono dei pro e contro in tale applicazione. In quanto al sistema motore, l'MM 40 Exocet Block 3 ha cambiato il motore a razzo con lo stesso apparato dell'OTOMAT ed è singolare che proprio questo componente, che fornisce le prestazioni di gittata richieste, sia di produzione francese ma non sia stato usato dalla Marine Nationale per tutti questi anni. Il totale di missili OTOMAT costruiti a partire dal 1975 è di circa 1000 esemplari. La loro carriera ha visto lanci in esercitazione oltre i 120km e l'uso contro le difese aeree della US Navy, superate dalla maggior parte dei missili di un piccolo lotto comprato per valutazione e dotati di una particolare manovra d'attacco finale che sembra simile all'attacco in picchiata delle armi francesi.
L'OTOMAT non è stato usato mai in combattimenti reali ma è stato esportato in diverse nazioni, anche a rischio, come la Libia e l'Iraq.

## Teseo
Il sistema missilistico Teseo è l'ultima evoluzione dei missili antinave OTOMAT, prodotti e commercializzati da MBDA, società partecipata di Leonardo.
Il 31 ottobre 2006 è riuscito un test di lancio del nuovo Teseo Mk2/A (OTOMAT Mk2 Block IV), ultima evoluzione del programma, avvenuto presso il Poligono Sperimentale e di Addestramento Interforze di Quirra, con un volo di 300 secondi per una distanza di circa 80 km , con un missile privo di testata. Il 19 novembre 2007 è avvenuto il lancio di un missile completo lanciato da parte del cacciatorpediniere Durand de La Penne. Sono stati impiegati nelle fregate italiane classe Bergamini e nei cacciatorpediniere classe Doria.
Questa versione del missile è disponibile con nuova elettronica e capacità, in parte ricavate dagli studi per l'ULISSE e in parte dallo sviluppo del Marte Mk.2. L'ammodernamento ha visto la rimozione del sistema datalink TG-2 per elicotteri, poiché la nave è in grado di guidare da sola il missile, che è stato dotato di navigazione tridimensionale a punti programmabile, coordinate di attacco, capacità di operare in ambiente costiero con l'aggiunta del GPS per poter attaccare anche bersagli terrestri, e di attaccare con manovre evasive e di riattaccare.
L'ultima evoluzione del missile è la versione MK2/E, che possiede tutti i punti di forza della precedente versione, ma con una traccia radar più bassa e un'autonomia estesa a più di 350 km, il che aumenta di molto la sua capacità di ingaggiare bersagli sulla terra ferma.

## Milas
Il MILAS è la versione ASW del missile OTOMAT MK2, con il missile che ha la funzione di vettore per carichi come il siluro leggero MU 90 o simili, che vengono sganciati dal vettore nei pressi di un sottomarino come indicato dal sonar della nave e dalla cooperazione con l'elicottero ASW.
Il programma venne sviluppato in cooperazione tra Italia e Francia a partire dal 1986 per trasportare su lunghe distanze entro pochi minuti un'arma antisommergibile leggera come l'A244, ma i francesi, dopo la fine della Guerra Fredda, non si dimostrarono molto interessati alla sostituzione dei vecchi MALAFON mentre l'Italia ha proseguito nello sviluppo e, dopo molti problemi legati alle risorse finanziarie disponibili, sono entrati in servizio equipaggiando i cacciatorpediniere Durand de la Penne.
Il Milas ha una gittata che va da 5 a oltre 35Km in tutte le direzioni. Il sistema può aggiornare in modo continuativo, durante il volo del missile, la traiettoria e il punto di rilascio del siluro, con in più il vantaggio di poter modificare le istruzioni riguardo al bersaglio.
Con i suoi rapidi tempi di reazione e il suo raggio d'azione, il sistema garantisce alle navi che ne sono equipaggiate e alle formazioni navali scortate da queste, una difesa effettiva e permanente dai sottomarini, sia convenzionali che nucleari.
Il missile costruito da MBDA può essere usato in simbiosi con l'Otomat MK2, con cui è intercambiabile nei lanciamissili, in operazioni combinate ASuW/ASW ed è stato installato sulle fregate multiruolo FREMM.